# Kapelludden

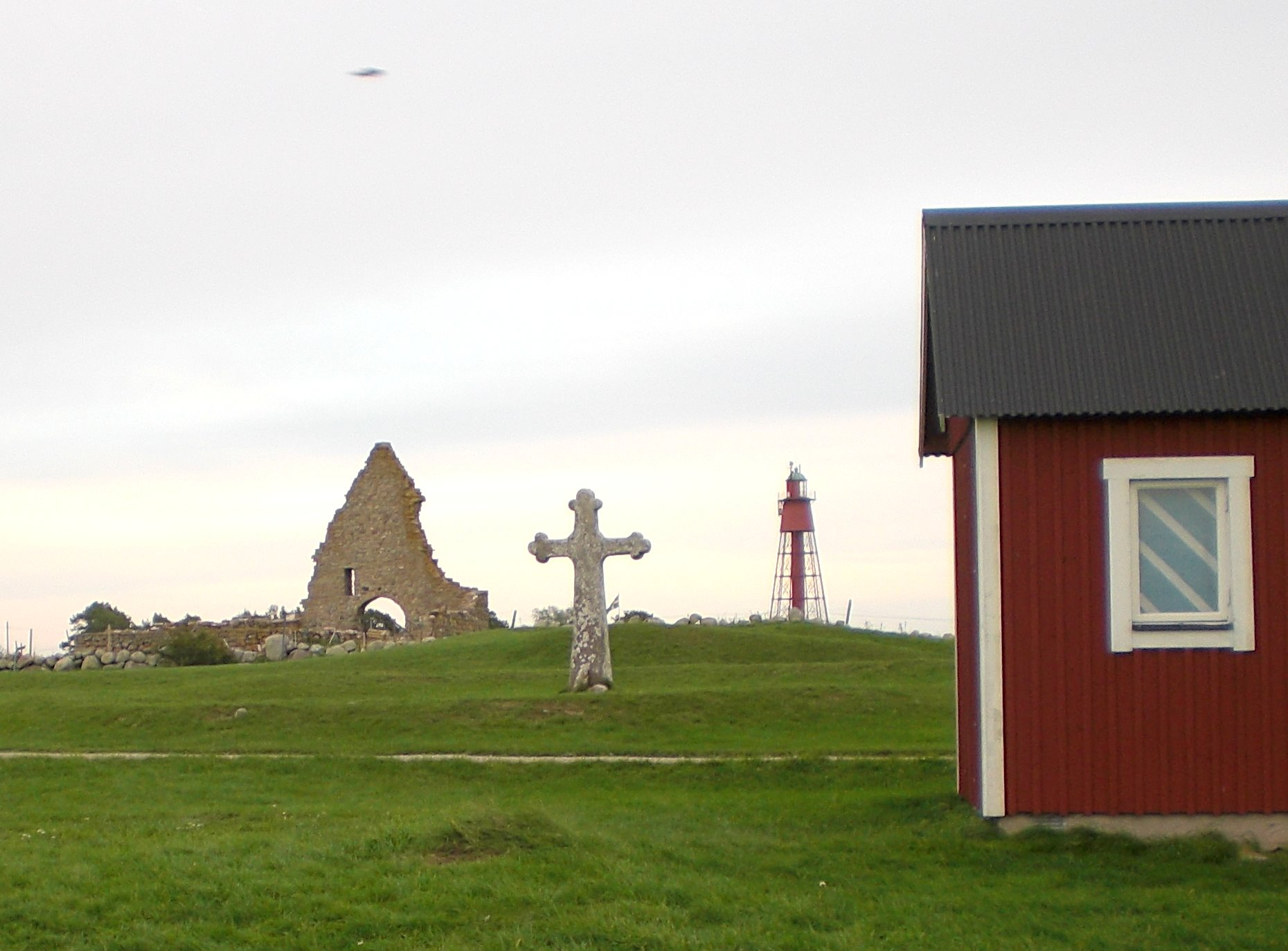
Steinkreuz, St.-Birgitta-Kapelle und Leuchtturm

Kapelludden ist eine Landzunge an der Ostküste der schwedischen Ostseeinsel Öland. Das Gebiet ist als Natura-2000-Gebiet ausgewiesen.

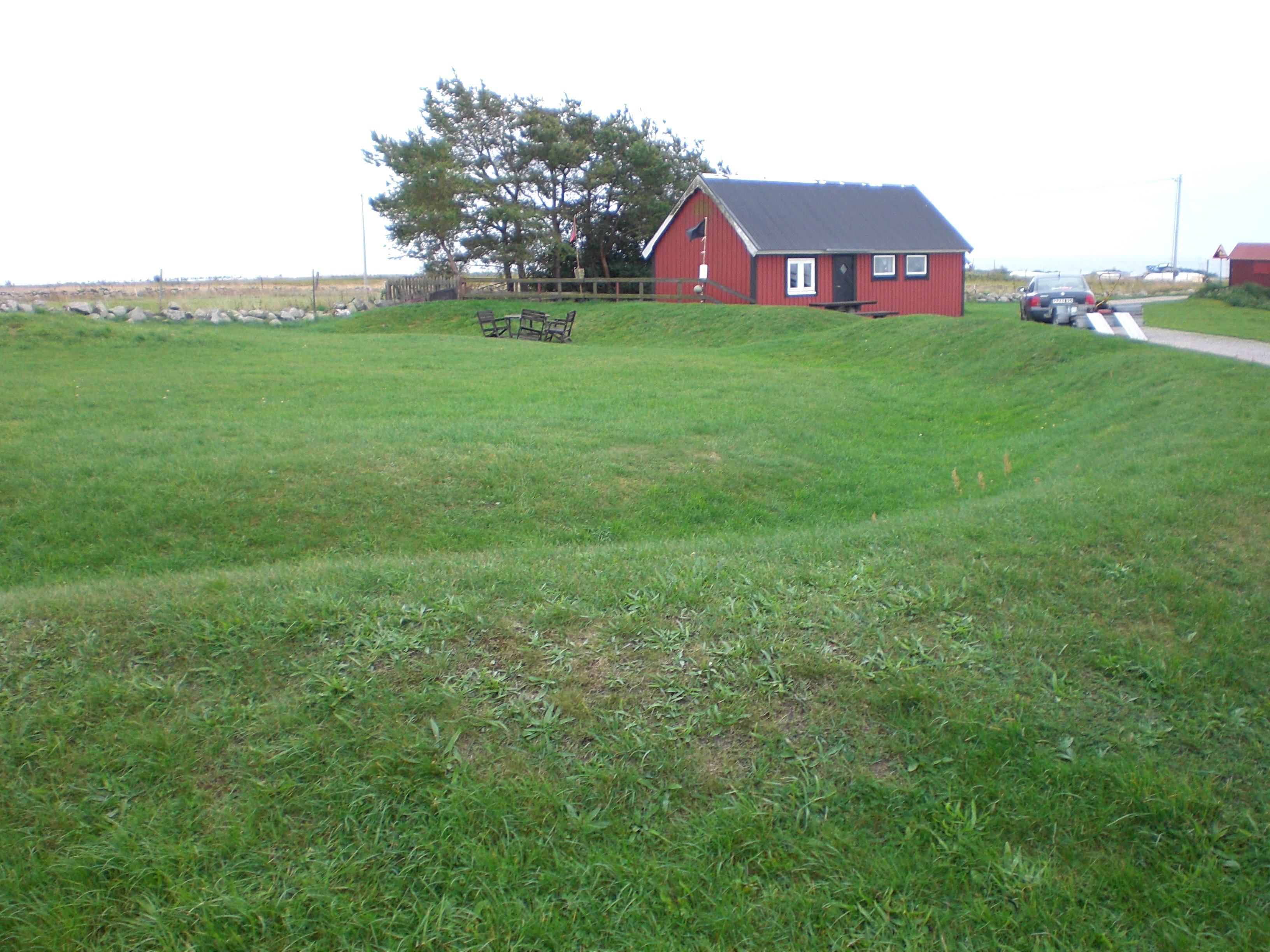
Vermutete Reste eines Kalkofens

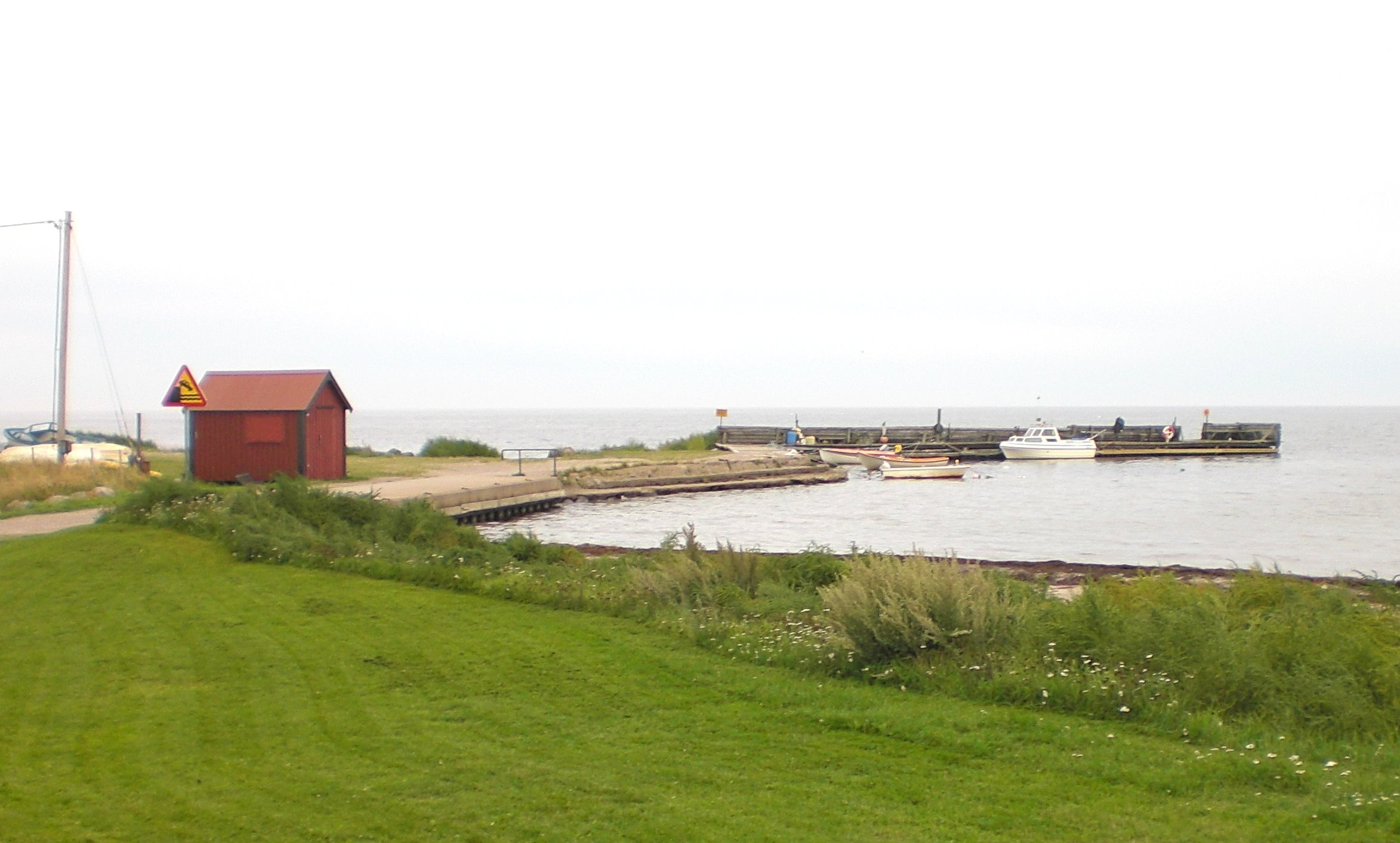
Hafen Kapelludden

Sie ist über eine etwa vier Kilometer lange Stichstraße von Bredsättra über Kläppinge und Sjövik zu erreichen.
An der Spitze der Landzunge befindet sich ein kleiner Fischereihafen. Kapelludden ist durch die hier befindlichen Zeugnisse der Geschichte bekannt. Im Mittelalter befand sich hier das Dorf Sikavarp, welches als Handelsplatz Bedeutung erlangte. Aus der Zeit dieses Dorfes ist die Ruine der St.-Birgitta-Kapelle, sowie ein drei Meter hohes, aus dem 13. Jahrhundert stammendes Steinkreuz erhalten. An der Spitze der Landzunge befinden sich Reste einer Schanze, die wohl zur Verteidigung Sikavarps diente.
Etwas nördlich der Reste des Dorfes befindet sich der aus dem Jahr 1872 stammende Leuchtturm Kapelluddens fyr.
Östlich des Steinkreuzes befinden sich aufgeschüttete Wälle, die als Reste eines Kalkofens gedeutet werden.
Am 14. Januar 2007 wurde das Steinkreuz während des Orkans Per von den Trümmern einer benachbarten Hütte getroffen und beschädigt. Das Kreuz zerbrach in drei Teile. Nach einer Restaurierung wurde es im Oktober 2007 wieder aufgestellt.